# Chiesa di San Sebastiano (Livorno)

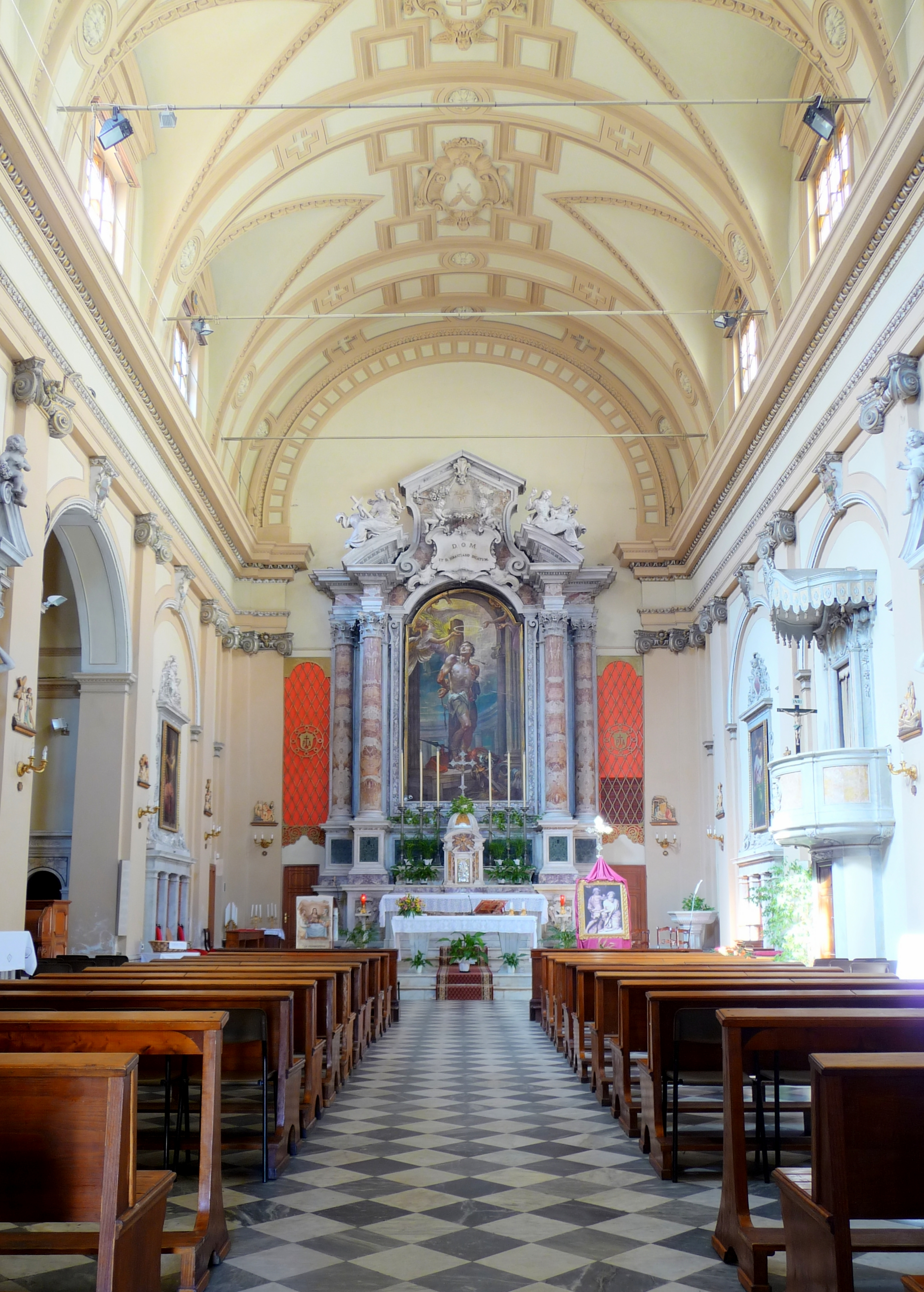
Interno

La chiesa di San Sebastiano è situata nel centro di Livorno, nell'area compresa tra il Duomo e il Porto Mediceo. Testimonianza della presenza in città dell'ordine barnabita, oggi risulta affidata all'Istituto di Cristo Re Sommo Sacerdote.

## Storia
La presenza dei Barnabiti nella città labronica risale al principio del XVII secolo; inizialmente ebbero a disposizione una stanza nella Compagnia della Misericordia e successivamente si trasferirono in una casa presso l'odierna piazza Grande.
Solo dopo l'epidemia di peste del 1632 fu loro affidata una nuova chiesa intitolata a san Sebastiano, protettore degli appestati.
La chiesa, progettata da Giovanni Francesco Cantagallina, venne consacrata il 16 agosto 1633 e nel 1650 fu affiancata da una struttura scolastica tenuta dai medesimi Barnabiti.
Tuttavia, l'attività scolastica subì una lunga interruzione a cominciare dal 1783, a causa delle riforme attuate dal granduca Pietro Leopoldo.
Ristabilita la guida dei Barnabiti a partire dal 1792, la successiva riforma scolastica del 1852 apportò alcuni cambiamenti alla struttura organizzativa dei corsi, affidando il liceo agli insegnanti civili e il corso del ginnasio al medesimo ordine religioso, fino a quando, nel 1867, questi ultimi non ne furono definitivamente estromessi a favore dei primi.
Al contempo, la ricca biblioteca dei Barnabiti, che possedeva oltre 5500 volumi, fu integrata nella Biblioteca Labronica.
Pochi anni dopo, nel 1874, la chiesa di San Sebastiano venne eretta al titolo di parrocchia dal vescovo della Diocesi di Livorno. 
Furono anche eseguiti alcuni restauri, con l'eliminazione di due altari laterali e il rinnovo dei dipinti del soffitto. Successivamente fu aggiunto un coro semicircolare, dietro l'altare maggiore.
Lo scoppio della seconda guerra mondiale ed i successivi bombardamenti risparmiarono la chiesa, ma colpirono duramente i locali annessi. Danni ingenti furono invece causati dalle conseguenti depredazioni, che spogliarono l'antico tempio di numerosi oggetti d'arte sacra.

## Descrizione
La chiesa di San Sebastiano presenta un'architettura esterna molto semplice, con una facciata adornata solo da due grandi statue di Santo Stefano e San Lorenzo poste ai lati della porta centrale.
L'interno, a pianta rettangolare, è costituito da un'unica navata con ornamenti barocchi, sulla quale si aprono alcune cappelle laterali.
Su tutto domina l'altare maggiore, inquadrato da eleganti colonne di marmo che sorreggono le cornici semicircolari su cui poggiano le statue della Fede e della Carità.
L'ingresso alla cappella della Santa Casa di Loreto è preceduto da un bassorilievo dell'Annunziata eseguito dal celebre Giovanni Dupré e qui collocato in occasione del restauro del 1879.
Nel presbiterio sono disposti due dipinti di Giorgio Vasari raffiguranti i Santi apostoli Matteo e Giovanni che originariamente erano collocati in Vaticano assieme ad un'altra tavola ora conservata nella chiesa di Santa Caterina.
Nella sacrestia si può ammirare la statua di San Sebastiano, opera del Cinquecento fiorentino e donata alla chiesa al tempo della sua fondazione per placare una diatriba con l'Ordine di Sant'Agostino, che nella chiesa di San Giovanni Battista custodiva una statua quattrocentesca del medesimo santo inizialmente reclamata dai Barnabiti.
La citata cappella della Madonna di Loreto è una copia fedele di quella presente a Loreto ed esiste da più di tre secoli. Qui, nell'annuale festa del 10 dicembre, affluiscono i fedeli per venerare la Madonna Nera, la cui statua in ebano è posta sull'altare maggiore.
Sulla cantoria in controfacciata, si trova l'organo a canne della chiesa, costruito dai Fratelli Ruffatti nel 1964-1967 riutilizzando la cassa del precedente strumento, della Agati-Tronci. L'organo, restaurato nel 2011 dalla ditta costruttrice, è a trasmissione elettrica ed ha la consolle, avente due tastiere di 61 note ciascuna e pedaliera concavo-radiale di 32 note, a pavimento nella navata. La cassa lignea presenta un prospetto riccamente decorato con rilievi dorati sul cornicione e sulle due lesene ioniche. La mostra è composta da 23 canne di principale disposte in un'unica cuspide, con bocche a mitria allineate orizzontalmente.